# Андрей Кижеватов
Андрей Митрофанович Кижеватов (18 [31] август 1907 г., с. Селикса, Городищенски район, Пензенска област, Руска империя – 29 юни 1941 г., Брест, Беларуска ССР, СССР) – съветски граничен командир, един от ръководителите на отбраната на Брестската крепост по време на Великата отечествена война, началник на 9-а гранична застава на 17-и брестски граничен отряд на войските на Народния комисариат на вътрешните работи на СССР, Герой на Съветския съюз (1965 г.), лейтенант.

## Биография
Андрей Кижеватов е роден на 18 (31) август 1907 г. в село Селикса (сега село Кижеватово в Бесоновски район, Пензенска област). Син е на селянин – Мокша.
Служи в Червената армия от 15 ноември 1929 г. След като завършва младшата командно-щабна школа на 7-а отделна артилерийска дивизия, през 1930 г. става командир на оръдие в отделна кавалерийска дивизия на Беларуския граничен окръг. От ноември 1932 г. е на удължена служба, служейки в Куковицката застава на граничния отряд „Тимкович“, като до май 1938 г. се издига до длъжността помощник-началник на граничната застава.
През 1939 г. е удостоен със званието младши лейтенант, а през септември същата година е назначен за изпълняващ длъжността началник на граничния пост в Брест. На 17 юли 1940 г. е назначен за началник на 9-а гранична застава на 17-и брестски граничен отряд, разположен в Брестската крепост. На 25 февруари 1941 г. е удостоен със званието лейтенант. Член на Всесъюзната комунистическа партия (болшевики) от 1939 г.
На 22 юни 1941 г. лейтенант А. М. Кижеватов ръководи отбраната на заставата и е ранен за първи път. На 23 юни, когато от сградата на заставата са останали само руини, той и войниците му се местят в мазетата на близките казарми на 333-ти стрелков полк, където група войници се сражават под командването на старши лейтенант А. Е. Потапов и лейтенант А. Ф. Наганов. В следващите дни той продължава да ръководи отбраната на казармите на 333-ти полк и Тересполската порта заедно с Потапов. На 29 юни, когато боеприпасите са почти изчерпани, е взето решение да се направи последен отчаян опит за пробив. Потапов повежда пробивната група, а 17 ранени войници, водени от вече тежко ранения лейтенант Кижеватов, остават да осигуряват прикритие в крепостта. Лейтенант Кижеватов загива в тази битка. Пробивът също завършва с неуспех – повечето от участниците му са убити или пленени.
Съществува и друга версия за последната битка на А. М. Кижеватов. В книгата на Сергей Смирнов „Брестската крепост“ се казва следното:
| „ | ... В началото на юли старши лейтенант Потапов възложи на Кижеватов и група граничари опасна и отговорна задача - да взривят понтонния мост през Буг, построен от врага близо до крепостта. Те си тръгнаха и до ден днешен не е известно дали този дързък саботаж е бил успешен. Подробностите за смъртта на героичния граничар засега остават неизвестни. | “ |

През есента на 1942 г. в село Великорица в Малоритски район цялото семейство Кижеватови е разстреляно от германците: майка му, съпругата му и децата – 15-годишната Аня (Нюра), 11-годишният Ваня и двегодишната Галя.
През 1965 г. Андрей Митрофанович Кижеватов е посмъртно удостоен със званието Герой на Съветския съюз.

## Награди и титли
- Медал „Златна звезда“ на Герой на Съветския съюз
- Орден „Ленин“
- Почетен гражданин на град Брест